# Säkerhetsföretag
Säkerhetsföretag är ett företag med inriktning på säkerhet, vilken kan vara civil eller militär. Anställda som tillhör säkerhetsföretag inriktat på militär säkerhet och som deltar i väpnad konflikt kan enligt Genèvekonventionen räknas som legosoldater.